# Isaac Fontaine
Isaac Fontaine, né le 16 avril 1975, à Sacramento, en Californie, est un ancien joueur américain de basket-ball. Il évolue aux postes de meneur et d'arrière.

## Palmarès
- All-NBDL First Team 2002
- Meilleur marqueur NBA Development League 2002
- Champion NBA Development League 2003
- Meilleur marqueur à trois-points NBA Development League 2003
- Meilleur marqueur de lancer-francs NBA Development League 2002
- First-team All-Pac-10 1996, 1997